# Tanaka Hiroto
Hiroto Tanaka (田中 裕人 Tanaka Hiroto, sinh ngày 26 tháng 4 năm 1990 ở Osaka) là một cầu thủ bóng đá người Nhật Bản thi đấu ở vị trí tiền vệ cho Ehime FC ở J2 League.

## Sự nghiệp
Tanaka ký hợp đồng với Júbilo Iwata từ Đại học Kansai vào tháng 1 năm 2013. Sau đó ngày 20 tháng 3 năm 2013 Tanaka có màn ra mắt cho Iwata trước Omiya Ardija ở J. League Cup tại NACK5 Stadium Omiya, anh vào sân từ phút thứ 76 thay cho Kosuke Yamamoto và Iwata giành chiến thắng 2–0.

## Quốc tế
Tanaka đại diện U-17 Nhật Bản tại Giải vô địch bóng đá U-17 thế giới 2007, anh ra sân một trận với đối thủ U-17 Pháp ngày 25 tháng 8 năm 2007, có mặt 82 phút trên sân và U-17 Nhật Bản thất bại 2–1.

## Thống kê sự nghiệp

### Câu lạc bộ
Cập nhật đến ngày 23 tháng 2 năm 2017.
| Câu lạc bộ          | Mùa giải            | Giải vô địch | Giải vô địch | Cúp Hoàng đế Nhật Bản | Cúp Hoàng đế Nhật Bản | J. League Cup | J. League Cup | AFC     | AFC       | Tổng    | Tổng      |
| Câu lạc bộ          | Mùa giải            | Số trận      | Bàn thắng    | Số trận               | Bàn thắng             | Số trận       | Bàn thắng     | Số trận | Bàn thắng | Số trận | Bàn thắng |
| ------------------- | ------------------- | ------------ | ------------ | --------------------- | --------------------- | ------------- | ------------- | ------- | --------- | ------- | --------- |
| Júbilo Iwata        | 2013                | 7            | 0            | 0                     | 0                     | 2             | 0             | –       | –         | 9       | 0         |
| Júbilo Iwata        | 2014                | 5            | 0            | 0                     | 0                     | –             | –             | –       | –         | 5       | 0         |
| Júbilo Iwata        | 2015                | 14           | 0            | 2                     | 0                     | –             | –             | –       | –         | 16      | 0         |
| V-Varen Nagasaki    | 2016                | 37           | 0            | 1                     | 0                     | –             | –             | –       | –         | 38      | 0         |
| Tổng cộng sự nghiệp | Tổng cộng sự nghiệp | 63           | 0            | 3                     | 0                     | 2             | 0             | –       | –         | 68      | 0         |